# Håkan Hemlin (musikalbum)
Håkan Hemlin är ett soloalbum från 2002 av Håkan Hemlin från gruppen Nordman.

## Låtlista
1. Om Gud finns (4:13)
2. En helt ny dag (4:09)
3. Så vem är galen (3:18)
4. Fri (3:33)
5. Hon vill gå (3:34)
6. Himmelen (3:56)
7. Väntad (duett med Isa Karlsson) (3:29)
8. Tror på dig (3:00)
9. Kraft och mod (3:58)
10. Svävar ut (3:15)
11. Du ger ditt liv (3:24)
12. Det brinner ett ljus (2:42)

Text och Musik:
Spår 1, 4: Per Jacobsson/Joakim Odelberg/Håkan Hemlin
Spår 2, 7: Per Jacobsson/Pedersen
Spår 3, 5, 11: Per Jacobsson/Håkan Hemlin/Py Bäckman
Spår 6: Håkan Hemlin/Steven Andersson/Py Bäckman/Per Jacobsson
Spår 8, 9, 12: Per Jacobsson/Per Nylin
Spår 10: Per Jacobsson/Joakim Odelberg/Per Nylin/Håkan Hemlin

## Singlar

### Om Gud finns
(2002)
Första singeln från Håkan Hemlins självbetitlade soloalbum.
1. Om Gud finns (4:13)
2. Fri (3:33)

Text och Musik: 
Per Jacobsson/Joakim Odelberg/Håkan Hemlin

### En helt ny dag
(2002)
Andra singeln från Håkan Hemlins självbetitlade soloalbum.
1. En helt ny dag (4:09)
2. Svävar ut (3:15)

Text och Musik: 
Spår 1: Per Jacobsson/Pedersen
Spår 2: Joakim Odelberg/Per Jacobsson/Per Nylin/Håkan Hemlin